# Afghaanse roepie
De Afghaanse roepie was tot 1925 de munteenheid van Afghanistan. Vóór 1891 circuleerden zilveren roepies, naast de koperen "falus" en de gouden "mohur".
In 1891 werd een nieuwe een nieuwe munteenheid geïntroduceerd, de roepie. De roepie was onderverdeeld in 60 paisa, elk van 10 dinar. Daarnaast waren er de shahi van 5 paisa, de sanar van 10 paisa, de abbasi van 20 paisa, de qiran van 30 paisa en de tilla en later de amani, beide van 10 roepie. De roepie werd in 1925 vervangen door de Afghani, die tegenwoordig de munteenheid is, maar de roepie bleef tot 1978 in omloop.
De roepie werd voor het eerst uitgegeven door Pashtun-monarch Sher Shah Suri in de zestiende eeuw. India gebruikt nog steeds zijn eigen variant van de roepie, net als Pakistan, die de  Pakistaanse roepie kent sinds de oprichting in 1947. In 1919 werd schatkistpapier geïntroduceerd in coupures van 1, 5, 10, 50 en 100 roepie.

## Galerij

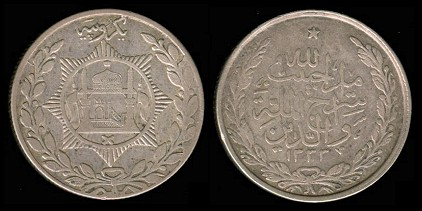
1-roepie-munt
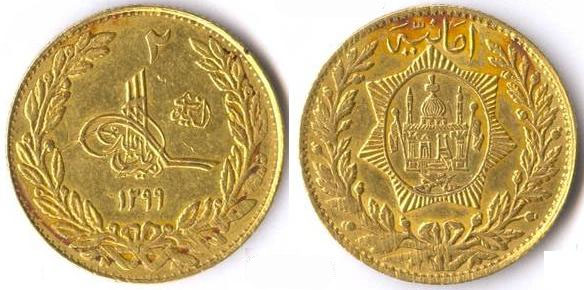
Twee amani-munten (1920)